# Klubbpolyp
Klubbpolyp (Cordylophora caspia) är en nässeldjursart som först beskrevs av Peter Simon Pallas 1771. 
Klubbpolypen bildar stora yviga kolonier som består av en mängd polyper på trådformiga grenar. Varje polyp blir ca 1 mm stor. Klubbpolypen hör till gruppen athecata hydrozoer som saknar ett skyddande hölje runt individerna. Den växer grunt på skuggade ytor under vattnet, på stenar, alger, växter, bryggor eller båtskrov. Som namnet antyder härstammar Cordylophora caspia från Kaspiska havet och den kom antagligen till Östersjön med fartygstrafik i början på 1800-talet. Liksom andra hydrozoer äter den små djur och partiklar som de små polypindividerna filtrerar ur vattnet.
Enligt Catalogue of Life ingår Cordylophora caspia i släktet Cordylophora och familjen Oceanidae, men enligt Dyntaxa är tillhörigheten istället släktet Cordylophora och familjen Clavidae. Arten är reproducerande i Sverige. Inga underarter finns listade i Catalogue of Life.

## Bildgalleri

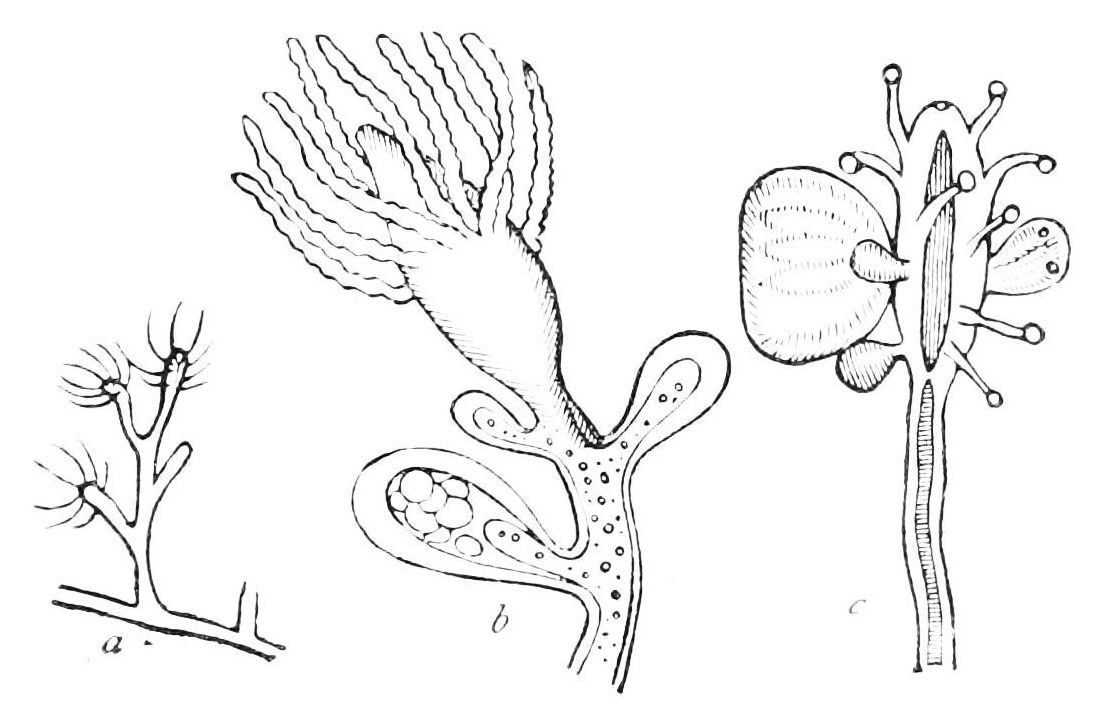